# Federazione cestistica dello Yemen
La Federazione cestistica dello Yemen è l'ente che controlla e organizza la pallacanestro in Yemen.
La federazione controlla inoltre la nazionale di pallacanestro dello Yemen. Ha sede a Sana'a e l'attuale presidente è Al-Khader Mohamed Al-Azzani.
È affiliata alla FIBA dal 1971 e organizza il campionato di pallacanestro dello Yemen.